# Chasdaj Crescas
Chasdaj Crescas (Chasdai Creskas; Don Chasdai Crescas (hebräisch חסדאי קרשקש); geboren um 1340; gestorben um 1410 in Saragossa) war ein spanisch-jüdischer Gelehrter und Religionsphilosoph.

## Leben und Werk
Crescas war Angehöriger (familiaris) des aragonischen Königshofes und somit Inhaber hoher Staatsämter, Rabbiner und Führer der Juden Aragons. Er hat u. a. eine Widerlegung der Grundlehren der Christen (bittul iqqre ha-notzrim) verfasst. Sie behandelte Trinitätslehre, Gottessohnschaft, Inkarnation, Erbsünde, Aufhebung der Tora, Abstammung, Taufe und Messianität Jesu sowie die Jungfrauengeburt.
Crescas war Kritiker des jüdischen Aristotelismus, von Einfluss auf die jüdische Mystik, auf Pico della Mirandola und Giordano Bruno. Seine Bedeutung für Spinoza, insbesondere dessen Determinismus, betonte Manuel Joël, der sich überhaupt um die philosophiegeschichtliche Würdigung des Crescas verdient gemacht hat.
Das Hauptwerk ist or adonai („Licht Gottes“), das letzte große Werk der jüdischen Philosophie des Mittelalters. Crescas hatte gewünscht, dieses möge den More Nebukhim des Maimonides ersetzen. Eine von Crescas geplante halachische Fortsetzung von or adonai, die das Gegenstück zur Mischne Tora des Maimonides werden sollte, konnte Crescas nicht mehr verwirklichen.